# ナミュール州
ナミュール州 (ナミュールしゅう、Province de Namur) は、ベルギーのワロン地域に属する州。州都はナミュール。大部分の住民はフランス語を話す。
州内はナミュール、ディナン、フィリップヴィルの3つの行政区で構成され、基礎自治体の総数は38。